# Rescue Party
Rescue Party är en novell med science fictiontema skriven av den brittiske författaren Arthur C. Clarke, som publicerades i maj 1946 i Astounding Science-Fiction. Det var Clarkes första berättelse som han sålde, dock inte den första berättelsen som han fick publicerad. "Rescue Party" har återpublicerats i Clarkes Reach for Tomorrow (1956) och The Collected Stories of Arthur C. Clarke (2001).
Clarke skrev "Rescue Party" i mars 1945 under tiden han var i Storbritanniens flygvapen. Clarke skrev i ett förord 1983 att han inte hade läst sin egen berättelse sedan den hade publicerats, i rädsla över att han skulle känna att han inte hade utvecklats som författare under de knappt 40 år som hade gått sedan den först skrevs.